# Association pour le développement de la philatélie
Pour les articles homonymes, voir ADP.
 (octobre 2014).
Si vous disposez d'ouvrages ou d'articles de référence ou si vous connaissez des sites web de qualité traitant du thème abordé ici, merci de compléter l'article en donnant les références utiles à sa vérifiabilité et en les liant à la section « Notes et références ».
L’Association pour le développement de la philatélie (Adphile) est une association loi de 1901 créée le 14 mai 1986 par les acteurs de la philatélie française. Son objectif est de promouvoir le loisir philatélique.

## Membres
L’Adphile est composée des membres suivants :
- l’Association de la presse philatélique francophone (APPF) représentant l'ensemble des publications professionnelles et associatives philatéliques,
- la Chambre syndicale française des négociants et experts en philatélie (CNEP) représentant les marchands de timbres,
- la Fédération française des associations philatéliques (FFAP) représentant les collectionneurs,
- La Poste
- et la Croix-Rouge française

## Activités

### Avant 2009
Le siège de l'association sr trouve à Gentilly (Val-de-Marne) en région Île-de-France.
Les actions principales de l’Adphile ont toujours été tournées vers les jeunes. Citons-en quelques-unes :
- Dès 1991, l’Adphile conçoit des mallettes pédagogiques qu’elle diffuse dans 1 000 établissements scolaires volontaires. Chaque mallette contient 14 fiches pédagogiques, une pochette de timbres, un poster, des diapositives, des loupes et pinces, un classeur, un catalogue, deux magazines spécialisés. Chaque classe est invitée à participer au concours « le timbre à créer »[2].

- En 1997, est créé le club Koalec pour les 8-12 ans et le bimestriel Koalec, magazine de toutes les collections, en partenariat avec le groupe Timbropresse[2].

- De nombreuses émissions de télévision ont accueilli l’Adphile [2]:
  - de 1961 à 1983 : Téléphilatélie puis Philatélie Club par Jacqueline Caurat
  - en 1994 : Des chiffres et des lettres
  - en 1995 : Le monde est à vous de Jacques Martin et Bonjour Babar
  - en 1999 : sur France 2, vingt émissions Virgules de 2 minutes chacune, portant chacune sur un timbre spécifique.

- l’Adphile a également édité des brochures destinées au grand public[2]
  - en 1987 : Entrez dans le monde de la philatélie
  - en 1993 : Mon ami Tom, destinée aux 8-12 ans.

### Un rôle renforcé en juin 2009
En juin 2009, le rôle de l’Adphile est renforcé par la signature de la Charte de la philatélie. L’Adphile est garante de l’application et du respect de la présente charte. Elle fait suite au colloque des états généraux de la philatélie du 2 avril 2008. La Charte de la philatélie doit permettre d’encourager l’essor de la philatélie auprès du plus grand nombre, particulièrement de la jeunesse.
Depuis 2013, l’Adphile se consacre tout particulièrement à la création d’outils et événements destinés aux :
- jeunes de 7-12 ans et à leur famille
- seniors
- partenaires institutionnels (mairies, musées…)
- enseignants

L’Adphile met à disposition des kits d’initiation à la philatélie (cartes à colorier et envoyer, mini-albums, guides sur la philatélie, feutres),. L’Adphile a créé un site de découverte de la philatélie à travers les passions de chacun : art et patrimoine, faune et flore, histoire, sport… Des clips humoristiques familiarisent avec cette pratique. Ils sont sur une chaîne Youtube : La Famille Latélie.
L’Adphile s’attache à produire des contenus pédagogiques de qualité, en choisissant des prestataires eux-mêmes issus du monde enseignant ou ayant des références solides en matière pédagogique. Les actions proposées dans le cadre scolaire se rattachent systématiquement au programme scolaire, le timbre, vecteur de transmission patrimonial et culturel par excellence, venant illustrer différents thèmes (histoire, nature, art et patrimoine…). Le site philotablo.fr est spécialement destiné aux enseignants.
Il existe le site Découvrir le timbre, émanation de l’Adphile. C'est un site multi-thématiques pour voyager avec le timbre sur des sujets passionnants,.
L’Adphile souhaite apporter aux jeunes et au grand public un supplément culturel et pédagogique, et aux enseignants des outils clés en main pour illustrer certains de leurs enseignements.

## Publications
Un ouvrage, Le monde des timbres pour les philatélistes en herbe de Jean-Michel Billioud, édité par l'association en partenariat avec Gallimard Jeunesse,,, retrace les grandes étapes de l’apparition du timbre à son évolution et à ses usages.